# 米利暗一世

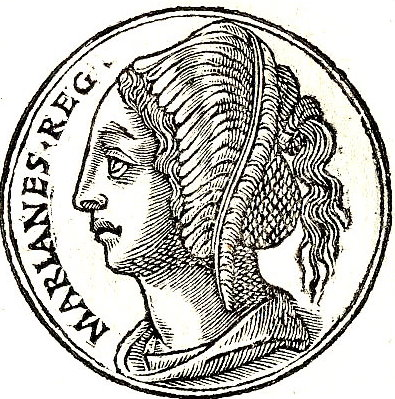
《标志性图標列表》中的米利暗一世

米利暗一世（？—前29年 ），又稱哈斯蒙尼的米利暗，是猶太哈斯蒙尼王朝的公主、阿里斯托布魯斯二世的孫女，大希律王的第二任夫人。她及其兄長阿里斯托布魯斯三世皆以美貌稱著。因為與大希律王的婚姻，使身為以東人的大希律王具有繼承猶太王國的地位。她的母親是亞歷山德拉，兄弟是大祭司阿里斯托布魯斯。由於害怕其王位會被取代，大希律王將所有哈斯蒙尼王朝的成員都處決，包括米利暗一世。

## 參看
- 有關其家族歷史，參看：馬加比一書及馬加比二書；
- 哈斯蒙尼王朝

## 外部連結
- Mariamne （页面存档备份，存于） entry in historical sourcebook by Mahlon H. Smith
- Mariamne （页面存档备份，存于） entry in Jewish Encyclopedia by Richard Gottheil（英语：Richard Gottheil） and Samuel Krauss（英语：Samuel Krauss）
- Kittymunson.com （页面存档备份，存于）, the Hasmonean Maccabeus Mariamne family tree